# Consumer Financial Protection Bureau
Consumer Financial Protection Bureau (CFPB) – amerykańska niezależna agencja regulacyjna zajmująca się ochroną praw konsumentów sektora finansowego. CFPB jest utrzymywane przez System Rezerwy Federalnej.

## Historia
Agencja została utworzona po ogólnoświatowym kryzysie w latach 2007–2009 w celu ochrony konsumentów. Politycznym pomysłodawcą CFPB była Elizabeth Warren, która później nie została jednak jej szefem. Mianowanie prezesa tej instytucji było przedmiotem zaciekłych sporów pomiędzy Barackiem Obamą, a senatorami Partii Republikańskiej.